# Dicloruro di polonio
Il dicloruro di polonio è un composto chimico del polonio e del cloro. La sua formula chimica è PoCl2.

## Preparativa
PoCl2 può essere ottenuta per alogenazione del polonio metallico o per dealogenazione del tetracloruro di polonio (PoCl4). I metodi per dealogenare PoCl4 sono decomposizione termica a 300 °C, riduzione a freddo di PoCl4 umido con diossido di zolfo e riscaldamento di PoCl4 in un flusso di monossido di carbonio o solfuro di idrogeno a 150 °C.